# 信長の野望 for ワンダースワン
『信長の野望 for ワンダースワン』（のぶながのやぼう・ふぉー・ワンダースワン）は、1999年3月11日に、コーエー（現・コーエーテクモゲームス）から発売されたワンダースワン用歴史シミュレーションゲーム。「信長の野望シリーズ」の1つ。ワンダースワン本体から1週間遅れで発売された、コーエーのワンダースワン参入第1弾ソフト。

## 概要
戦国時代を舞台に、多くの大名たちから1人を選び、天下統一を目指すシミュレーションゲームである。
『信長の野望・戦国群雄伝』とは、日本全国が含まれていない、配下武将がいるなどの点で共通する。ただし登場武将は約100人ほどである。独自の要素としては『戦国群雄伝』にはなかった家宝が存在する。対戦用ケーブルにて家宝を交換することも可能である。
パラメータは「知力」「武力」「魅力」「野望」「運」「義理」。また『信長の野望・天翔記』以降にある兵科適性がSとA-Eで設定されている。ただし水軍の適性は設定されていない。